# Pamphobeteus insignis
Pamphobeteus insignis é uma espécie de aranha pertencente à família Theraphosidae (tarântulas).